# Uloborus pinnipes
Uloborus pinnipes es una especie de araña araneomorfa del género Uloborus, familia Uloboridae. Fue descrita científicamente por Thorell en 1877.
Habita en Indonesia (Célebes).